# John Maynard Smith
John Maynard Smith FRS (Londen, 6 januari 1920 – Lewes, 19 april 2004) was een Engelse evolutiebioloog en geneticus. Oorspronkelijk was Maynard Smith luchtvaarttechnicus (tijdens de Tweede Wereldoorlog). Maynard Smith speelde een cruciale rol in het toepassen van de speltheorie op de evolutieleer. Daarnaast ontwikkelde hij theorieën over de 'evolutie van seksuele voortplanting' en de seintheorie.

## Evolutie en speltheorie
In 1973 ontwikkelde Maynard Smith de stabiele evolutie theorie of evolutionaire speltheorie als toevoeging aan de speltheorie. Daarover schreef hij in 1982 het boek Evolution and the Theory of Games. Een van de belangrijkste concepten uit dat boek is het zogenaamde hawk-dove-spel.

## Opleidingen
Maynard Smith studeerde techniek aan het Trinity College van de Universiteit van Cambridge toen de Tweede Wereldoorlog uitbrak. Hij wilde vrijwillig in dienst treden, maar werd afgekeurd vanwege zijn slechte ogen. Daarop rondde hij in 1941 zijn studie af. Tussen 1942 en 1947 gebruikte hij zijn opgedane kennis voor werk in de militaire luchtvaartuigtechniek.
Daarna ging hij iets totaal anders doen. Aan de University College London bestudeerde hij onder Haldane de genetica van fruitvliegjes en haalde daar een tweede bul. Tussen 1952 en 1965 bleef hij op de universiteit werken als hoofd van de afdeling Drosophila, als lector zoölogie en als wetenschappelijk onderzoeker naar de genetica van populaties. In 1958 publiceerde hij het boek The Theory of Evolution.

## Universiteit van Sussex
Maynard Smith was in 1962 een van de oprichters van de Universiteit van Sussex. Hij bleef er rector van 1965 tot en met 1985. Vervolgens werd hij er professor emeritus. Vlak voor zijn dood werd een van de gebouwen van de universiteit omgedoopt tot John Maynard Smith Building. De Engelsman stierf thuis in Lewes, zittend in een stoel en omgeven door boeken, op 19 april 2004.

## Prijzen
Behalve dat Maynard Smith met veel prijzen gelauwerd werd in zijn leven (niet alleen als wetenschapper maar ook voor zijn rol als luchtvaartpiloot tijden WOII), werd er zelfs een speciaal naar hem vernoemde prijs ingesteld in 1997. Deze heet de John Maynard Smith Prize. De European Society for Evolutionary Biology reikt de prijs in oneven jaartallen uit voor buitengewone bijdrages aan de wetenschap door jonge evolutiebiologen. Maynard Smith werd in 1977 werd Maynard verkozen tot Fellow of the Royal Society en ontving de volgende prijzen:
- Darwin Medal (1986)
- Frink Medal (1991)
- Balzan Prijs (1991)
- Linnean Medal (1995)
- Royal Medal (1997)
- Copley Medal (1999)
- Crafoord Prize (1999)
- Kyoto Prize (2001)
- Darwin-Wallace Medal (2008, postuum)